# Tephrosia noctiflora
Tephrosia noctiflora är en ärtväxtart som beskrevs av John Gilbert Baker. Tephrosia noctiflora ingår i släktet Tephrosia och familjen ärtväxter. Inga underarter finns listade i Catalogue of Life.